# Malcolm de Chazal
Malcolm de Chazal (Vacoas, isla Mauricio, 12 de septiembre de 1902—Curepipe, 1 de octubre de 1981) fue un escritor francés, autor de 60 títulos, conteniendo aforismos (1940 a 1947), poesía, ensayos metafísicos, obras de teatro y cuentos, además de casi un millar de crónicas publicadas entre 1948 y 1978.[cita requerida]
Uno de sus ancestros fue el conde François de Chazal de la Genesté (1731-1796), quien en 1763 fue el primero de la familia en establecerse en la isla huyendo de la Revolución francesa que se desatará años después. Entre otros de sus ancentros está Edmond de Chazal fundador de la iglesia La Nueva Jerusalem. Con dieciséis años Malcolm (en 1918) acompañó a su hermano a Bâton-Rouge en Luisiana donde se formó como ingeniero agrónomo industrial azucarero y después de trabajar unos meses en Cuba, regresó a si isla natal en 1925, donde trabaja varios años en la industria azucarera y más tarde en la textil, aunque dejó este trabajo y trabajó como funcionario de telecomunicaciones desde 1937 hasta su jubilación en 1957, en que volvió a la pintura[cita requerida] Fue valorado por autores como Bretón, Bataille, Dubuffet,